# Anna Jalsoviczky
Anna Margit Jalsoviczky, coniugata Tóthné (Nagykőrös, 25 giugno 1934 – 4 maggio 2012), è stata una cestista ungherese.

## Carriera
Con l'Ungheria ha disputato i Campionati del mondo del 1957.